# 周雅淑
周雅淑（1966年8月12日—），台灣政治人物，台灣臺北縣汐止鎮（今新北市汐止區）人，民主進步黨籍，現任立法院顧問。曾任台北縣議員、立法委員。其父是公車司機。其妹周雅玲曾任台北縣議員，為現任新北市議員。堂姊夫曾任汐止市市民代表。其夫林志男是警察，曾任台北縣政府警察局土城分局巡官，曾被借調內政部警政署公關室科員。

## 經歷
1996年6月26日，汐止鎮長（當時汐止鎮尚未升格為汐止市）補選，民進黨徵召時任台北縣議員的周雅淑參選，中國國民黨（國民黨）提名台北縣議員黃建清參選；開票結果，周雅淑當選汐止鎮第十二屆鎮長，成為汐止鎮第一位女鎮長。周雅淑汐止鎮長任內，延續前任鎮長廖學廣的「鎮長稅」政策；但為避免重蹈廖學廣時代鎮長稅「於法無據」之爭議，故依據臺北縣汐止鎮民代表會通過的《鼓勵營建廠商自願回饋地方建設方案》向建商課徵回饋金，取得鎮長稅新台幣三千四百多萬元。1998年，周雅淑爭取連任鎮長失利，敗給廖學廣之妻周麗美。
1997年9月，周雅淑說表示，廖學廣汐止鎮長任內，據說幾家繳納鉅額鎮長稅的建商都能順利推建案，把關過鬆造成汐止的山坡地遭過度開發；廖學廣駁斥此說，並強調，鎮長的權力很有限，鎮長需於開發案動工前出示證明表示汐止鎮公所會清運垃圾，汐止鎮公所於發使用執照前核發無損害公共設施證明並徵收鎮長稅。
2001年，周雅淑連任第5屆立法委員。
2003年4月10日，中華民國最高法院「92年台上字第688號判決」，周雅淑要求廖學廣與周麗美民事賠償案發回台灣高等法院審理，理由為「本件事實既未臻明瞭，本院自無從為法律上之判斷」。2003年9月6日，周雅淑徵收鎮長稅案，士林地方法院依《中華民國刑法》第129條「違法徵收罪」判處有期徒刑一年四個月、緩刑二年，周雅淑提出上訴。
2005年5月，周雅淑遞補行政院公平交易委員會（公平會）委員懸缺，成為公平會委員。2005年5月14日，周雅淑當選民進黨任務型國代；由於當時公平會主任委員黃宗樂告知周雅淑必須退出政治活動，周雅淑向公平會請假一個月以進行《中華民國憲法》第七次增修。2005年9月29日，中華民國最高法院認定鎮長稅為「不依法行政」、「巧立名目強募不樂之捐」，駁回周雅淑的上訴；但考量周雅淑並非為個人私利，而是因欠缺程序正當性而觸法，惡性不大，故依《中華民國刑法》第129條「違法徵收罪」判處周雅淑有期徒刑一年四個月，緩刑二年定讞。2006年4月，周雅淑產下長子。2007年3月，周雅淑產下女兒。2009年1月31日，周雅淑的公平會委員任期屆滿，離開公平會。
2011年3月25日，民進黨公布新北市第六選舉區區域立委黨內初選結果，周雅淑代表民進黨參選該區區域立委，但台灣團結聯盟（台聯）的蕭貫譽也有意在參選該區區域立委，最後仍由周雅淑代表泛綠參選該區區域立委。2012年1月14日，國民黨的林鴻池當選新北市第六選舉區區域立委，周雅淑落選。
2022年3月10日，時任立法院顧問洪慈庸向立法院長游錫堃遞出辭呈表示將離開立法院，其遺缺由周雅淑接替，並於3月15日上任。

## 外部連結
- 新北市議會議員基本資料周雅淑（页面存档备份，存于）
- 立法院委員簡介周雅淑（页面存档备份，存于）